# Bolbohamatum drescheri
Bolbohamatum drescheri es una especie de coleóptero de la familia Geotrupidae. Presenta las subespecies:
- Bolbohamatum drescheri birmanicum
- Bolbohamatum drescheri drescheri
- Bolbohamatum drescheri indosinicum

## Distribución geográfica
Habita en Hong Kong y Java.